# Canthocamptus subgracilis
Canthocamptus subgracilis is een eenoogkreeftjessoort uit de familie van de Canthocamptidae. De wetenschappelijke naam van de soort is voor het eerst geldig gepubliceerd in 1934 door Willey.